# 奧澤里亞尼 (博布羅維齊亞區)
50°41′22″N 31°27′59″E / 50.68944°N 31.46639°E

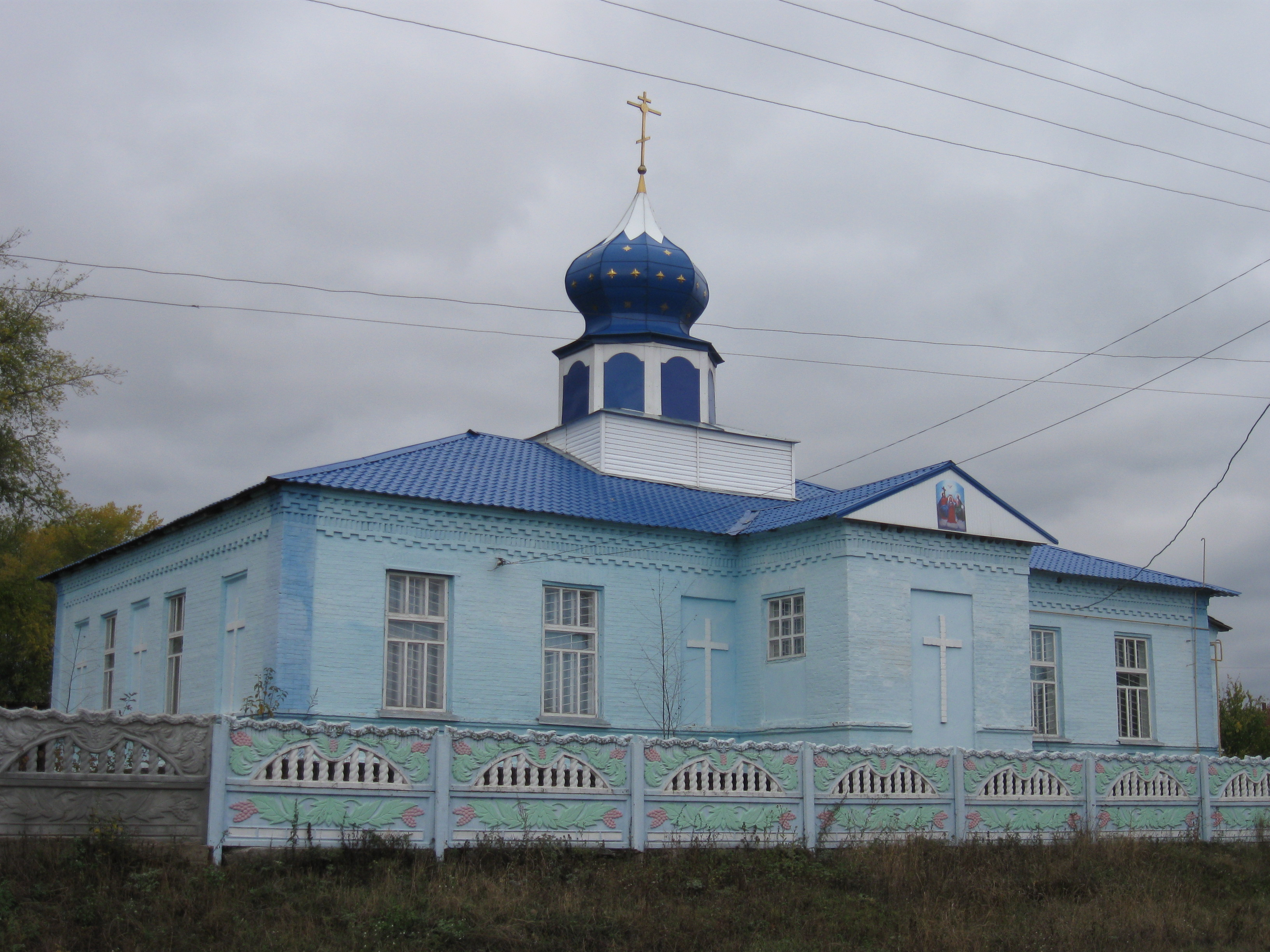

奧澤里亞尼（烏克蘭語：Озеряни），是烏克蘭北部的村莊，隸屬切爾尼希夫州的尼任區。該村始建於1730年，面積3.16平方公里，海拔高度130米，2006年人口629，人口密度每平方公里199.1人。